# 긴급구조 표준시스템
긴급구조 표준시스템은 화재, 구조, 구급 등의 응급상황 발생 시 신고전화를 접수에서부터 출동지령, 상황관제에 이르기까지 전체적인 재난에서의 관제를 위해 대한민국의 국민안전처 중앙소방본부에서 추진하고 있는 소방정보화 시스템이다.

## 보급
대한민국 국민안전처는 신고접수의 통합관제를 골자로 하여 전국 18개 시도 지역소방본부에 긴급구조표준시스템을 보급하였다.